# 552 Sigelinde
552 Sigelinde este un asteroid din centura principală, descoperit pe 14 decembrie 1904, de Max Wolf.